# 聖ロザリアの戴冠 (ヴァン・ダイク)
『聖ロザリアの戴冠』（せいロザリアのたいかん、蘭: De kroning van de heilige Rosalia, 独: Die Krönung der Heiligen Rosalia, 英: The Coronation of Saint Rosalia）として知られる『聖母子と聖ロザリア、聖ペテロと聖パウロ』（独: Maria mit Kind und den hll.Rosalia, Petrus und Paulus）は、バロック期のフランドル出身のイギリスの画家アンソニー・ヴァン・ダイクが1629年に制作した絵画である。油彩。キリスト教の聖人である聖ロザリアを主題としている。本作品および構図がよく似ている『聖母マリアと福者ヘルマン・ヨーゼフの神秘の婚約』（De mystieke verloving van de zalige Hermann Joseph met de Maagd Maria）はいずれもアントウェルペンにあるイエズス会の聖イグナチオ教会（Saint Ignatius Church, 後に聖カロルス・ボロメウス教会に改称）の誓願修道士館における未婚男子の平信徒兄弟会の礼拝堂のために制作された。両作品は1776年まで同教会に保管され、神聖ローマ帝国の女帝マリア・テレジアがこれらを購入した。現在はウィーンの美術史美術館に所蔵されている。

## 主題
伝説によると聖ロザリアはカール大帝の血を引くシチリア島の貴族であったが、信心深さから世俗を捨て、ペッレグリーノ山の洞窟で隠者として暮らしたのち、1166年に世を去った。1624年にパレルモがペストに襲われたとき、聖ロザリアが現れ、ペッレグリーノ山中の洞窟にある自身の遺体をパレルモに運ばせるよう命じた。するとペストが終息したため、それ以降、聖ロザリアはパレルモの守護聖人として崇められ、遺体が発見された洞窟にはサンタ・ロザリア聖堂が建設された。

## 制作経緯

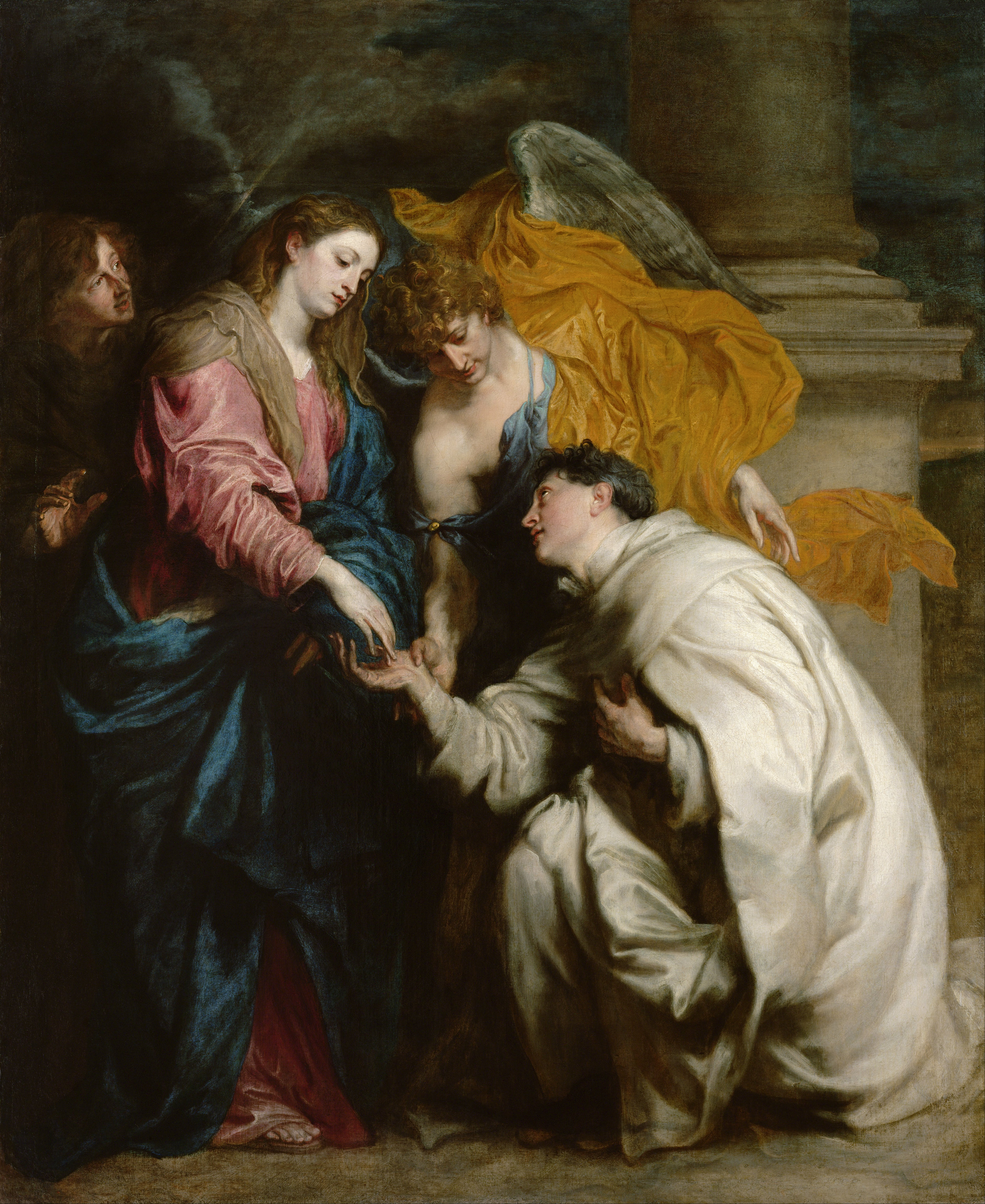
ヴァン・ダイクの『聖母マリアと福者ヘルマン・ヨーゼフの神秘の婚約』。美術史美術館所蔵。

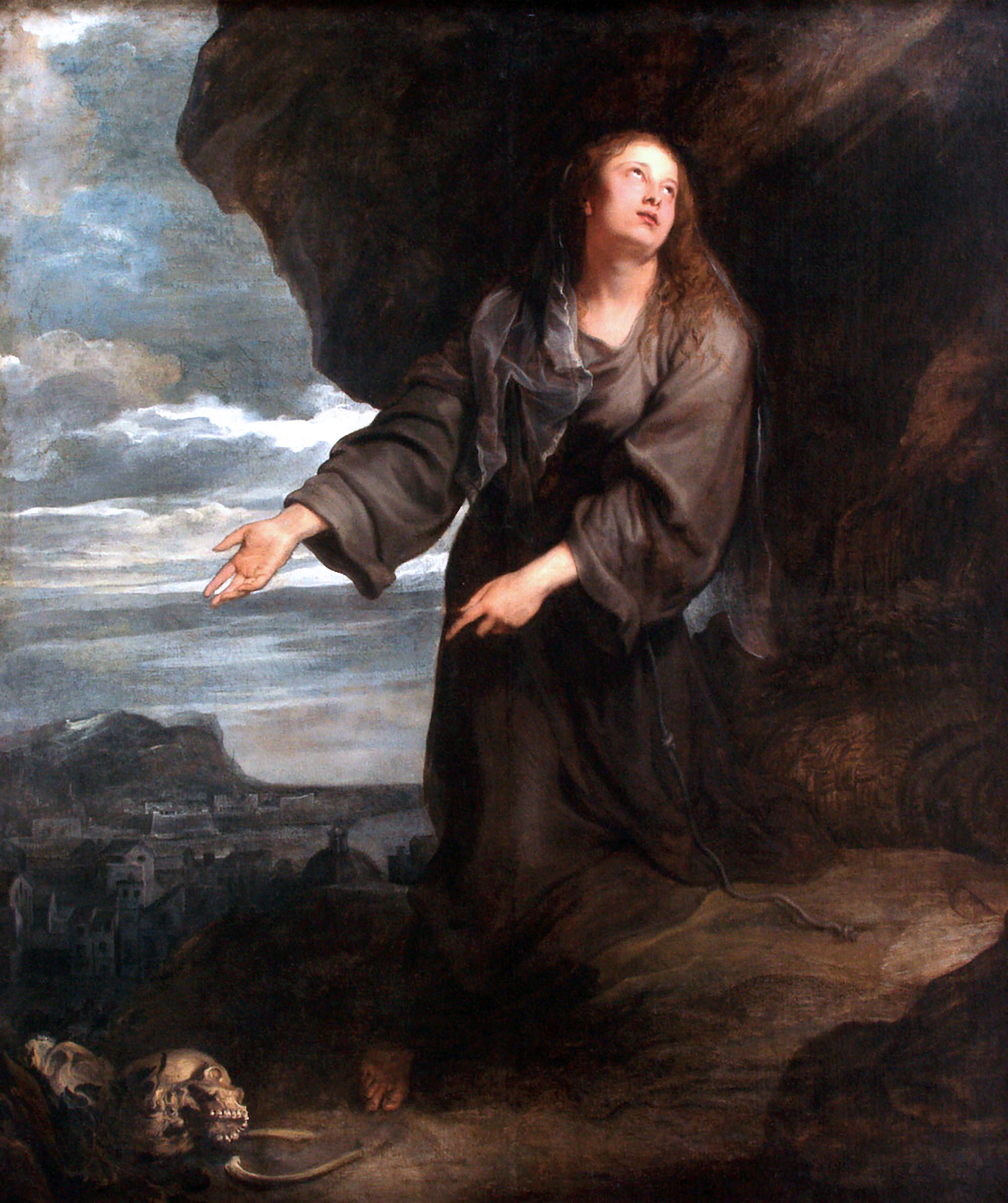
ヴァン・ダイクの『パレルモ市のために執り成しをする聖ロザリア』。ポンセ美術館所蔵。

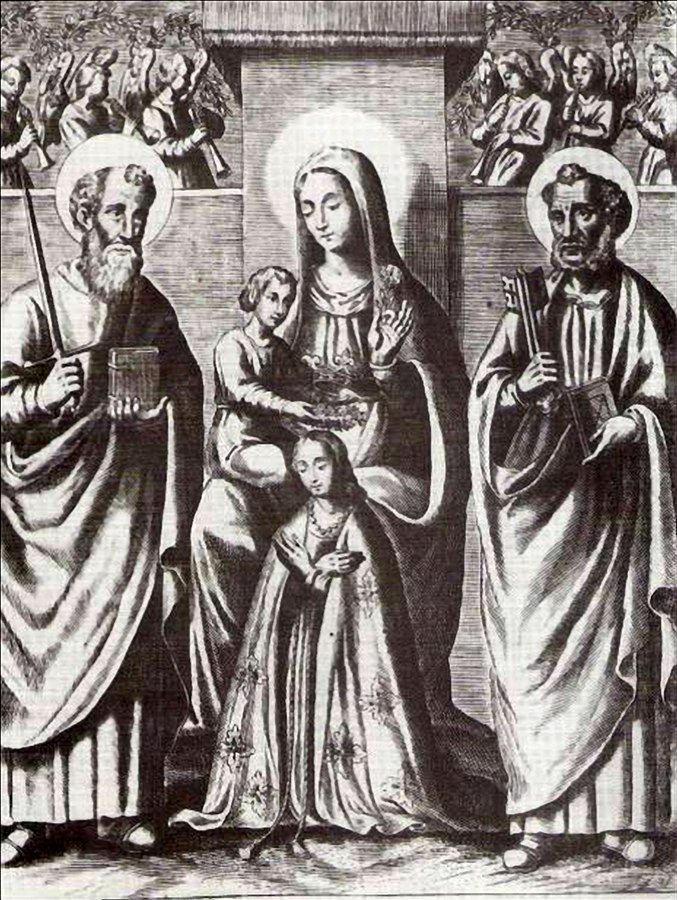
ジョルダーノ・カッシーニの聖人伝の版画。聖ロザリアの両脇に聖パウロと聖ペテロが配置されている。1627年。

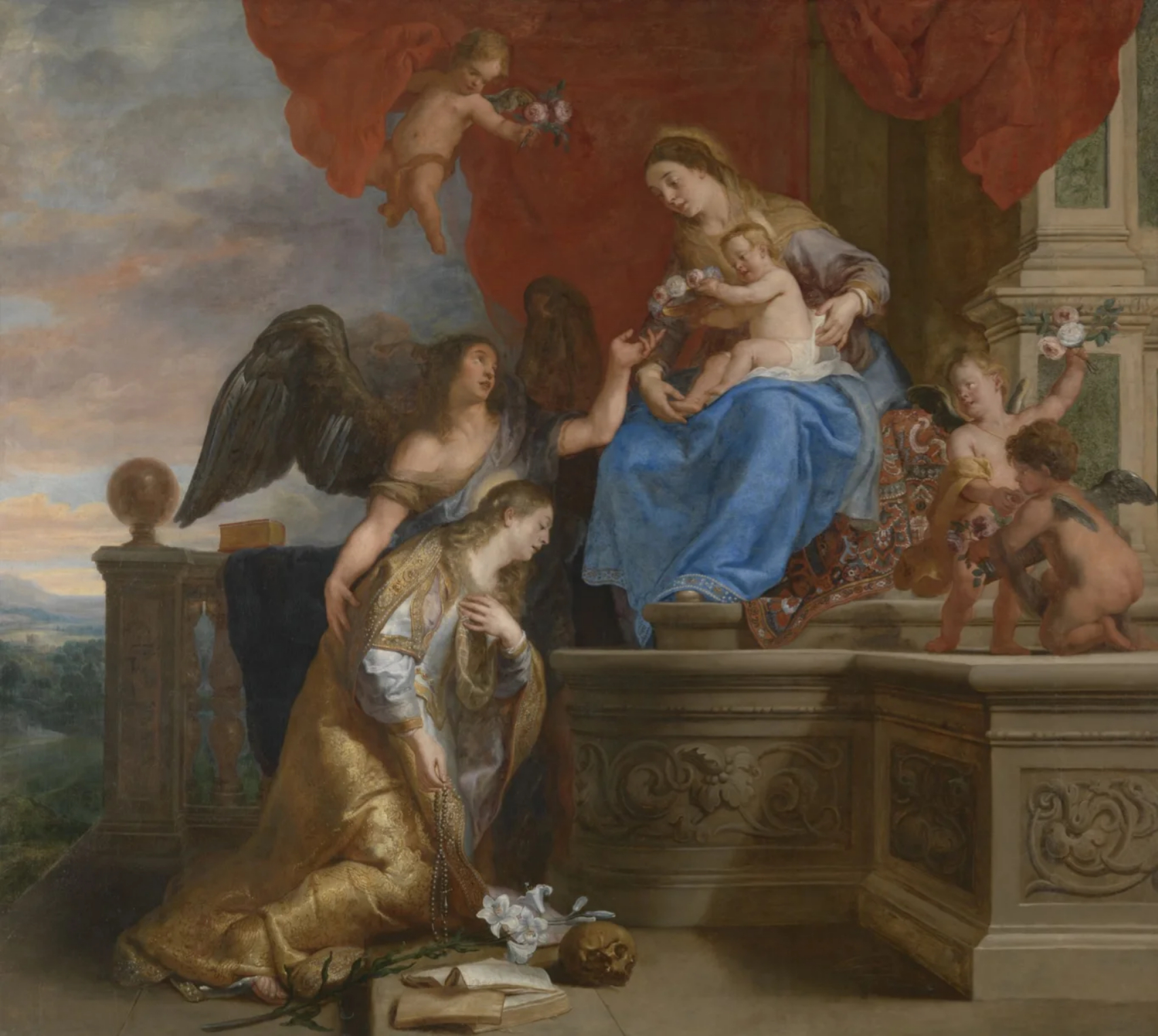
ガスパール・デ・クライエルの『聖ロザリアの戴冠』。1644年。ゲント美術館所蔵。

本作品は同じく1629年の『パレルモ市のために執り成しをする聖ロザリア』（Sint Rosalia bemiddelt voor de stad Palermo）とともに、ヴァン・ダイクが聖ロザリアを描いた最後の作品である。画家はこれ以前に聖ロザリアの絵画を5つのバージョンを制作しているが、1624年後半から1625年初頭にかけてペストが流行し、聖人の故郷であるパレルモに閉じ込められている間、再び聖ロザリアの主題に回帰した。1626年に同地で疫病が流行したとき、イエズス会はスペイン領ネーデルラントの主要貿易都市を経由して聖ロザリアの信仰が広がることを期待して、彼女の聖遺物をアントウェルペンに送り、聖イグナチオ教会の礼拝堂に納めていた。聖人は特にペストに対して加護を求められた。
イエズス会はシチリア島の内外で特に聖ロザリア信仰の促進に積極的であった。1627年、イエズス会のジョルダーノ・カッシーニ（Giordano Cascin）は、『Vitae Sanctae Rosaliae, Virginis Panormitanae e tabulis, situ ac vetustate obsitis e saxis ex antris e rudieribus caeca olim oblivione consepultis et nuper in lucem』と題された聖ロザリアの最初の聖人伝を制作した。ヴァン・ダイクに発注された理由の1つは、彼自身が誓願修道士館における未婚男子の平信徒兄弟会の会員だったことであった。そのためもあって、ヴァン・ダイクは当時の名声を考えれば比較的安い報酬で本作品の制作を請け負っている。聖ロザリアの初期の絵画作品を数多く手がけたこともヴァン・ダイクが選ばれた理由の1つであった。最後に、ヴァン・ダイクがおそらく1624年から1625年にカッシーニに会ったと思われることは、考えられるもう1つの理由と見なされている。
ヴァン・ダイクは、1629年にアントウェルペンのコルネリス・ガレ1世によって出版された『イコンで表現されたペストの守護者であるパノルミターナの聖母、聖ロザリアの生涯』（Vita S.Rosaliae Virginis Panormitanae Pestis patronae iconibusexpressa）に掲載するためエングレーヴィングによる複数の聖人画を描き始めた。これらのエングレーヴィングはアントウェルペンの版画家フィリップス・ファン・マレリーによって制作された複製だけが現存している。ヴァン・ダイクによるこれらの素描と、それをもとに制作された版画、そして本作品はすべて、1627年にカッシーニが制作した聖人伝の版画に強い影響を受けたことを示している。

## 作品
本作品および1624年から1625年にかけての一連の聖ロザリアを描いた絵画の双方において、ヴァン・ダイクはシチリアの芸術家たちの作品を模倣した版画を多用した。ただし様式や構図ではなく、主に主題とディテールであった。
聖ロザリアは聖母子の前でひざまずいている。聖母子の両脇には聖パウロと聖ペテロが立っており、それぞれ典型的なアトリビュートである剣と天国の鍵を持っている。幼児キリストは聖ロザリアに花の冠を授けようとしており、聖ロザリアはカッシーニの『聖ロザリアの生涯』（Vitae Sanctae Rosaliae）のエングレーヴィングと同様にひざまずいている。また聖母子の両脇に聖パウロと聖ペテロが配置されている点も一致している。このエングレーヴィングは、かつてトンマーゾ・デ・ヴィジリアがシチリア島西部のビヴォーナのサンタ・ロザリア教会のために制作し、現在は失われた1494年の絵画に由来している。
聖ロザリアの豪華な錦織のマントは、聖人を描いた初期フランドル美術では前例のないものであり、通常貧しいフランシスコ会風の習慣で1人で示していた。この細部もおそらく版画から描かれたものと考えられるが、王室の衣装を着た聖ロザリアが即位した聖母子を礼拝している様子を描いたリカルド・カルタラロによる1506年ごろの初期の油彩による板絵『聖母子を礼拝する聖ロザリア』（Santa Rosalia adora la Vergine col Bambino）の影響を示している可能性もある。
シチリアの作品は本作品の構図や様式に影響を与えたとは考えられていない。その代わり、ヴァン・ダイクの様式形成に決定的な影響を与えた、イタリア滞在中に得たヴェネツィア派絵画の影響を示している。明るく照らされた色彩や聖母子と聖ロザリアが形成する対角線は、パオロ・ヴェロネーゼの1575年の『聖カタリナの神秘の結婚』（Matrimonio mistico di santa Caterina）に非常に似ており、ヴァン・ダイクは明らかにこの作品を主要なモデルとして用いている。人間の頭蓋骨、白い百合、赤い薔薇の花はいずれも聖ロザリアの典型的なアトリビュートであり、最後の2つの花は幼児キリストが持っている花冠に織り込まれているだけでなく、画面右端のおそらくプラド美術館所蔵のティツィアーノ・ヴェチェッリオが1550年ごろに制作した『サロメ』（Salomè）に触発されたと思われる人物が持つ籠に入れられ、さらに右上隅のケルビムも手に持っている。

## 影響
イエズス会はまたイーペルにある教会から聖ロザリアの信仰を広めようと考え、1644年にガスパール・デ・クライエルに現在ゲント美術館に所蔵されている『聖ロザリアの戴冠』（De kroning van de heilige Rosalia）を依頼した。この作品は本作品を印刷したパウルス・ポンティウスの版画から大きな影響を受けている。

## 来歴
『聖ロザリアの戴冠』と『聖母マリアと福者ヘルマン・ヨーゼフの神秘の婚約』は約150年の間、聖イグナチオ教会に所蔵されていた。しかし1773年にイエズス会がローマ教皇クレメンス13世によって解散されると、1776年、神聖ローマ帝国の女帝マリア・テレジアはこれらの作品をインペリアル・コレクションのためにアントウェルペンのイエズス会信心会から購入した。

## ギャラリー
関連作品

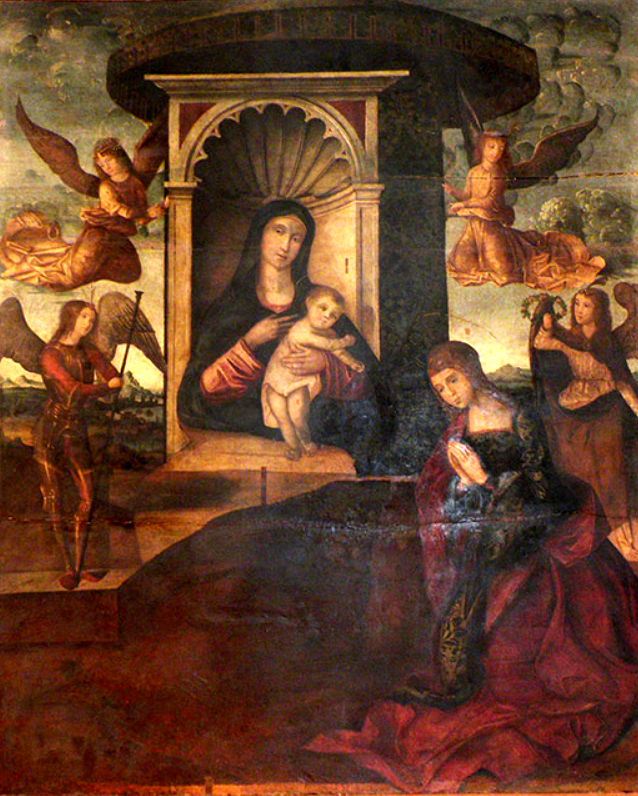
リカルド・カルタラロ（英語版）『聖母子を礼拝する聖ロザリア』1506年ごろ アバテリス宮殿（英語版）所蔵
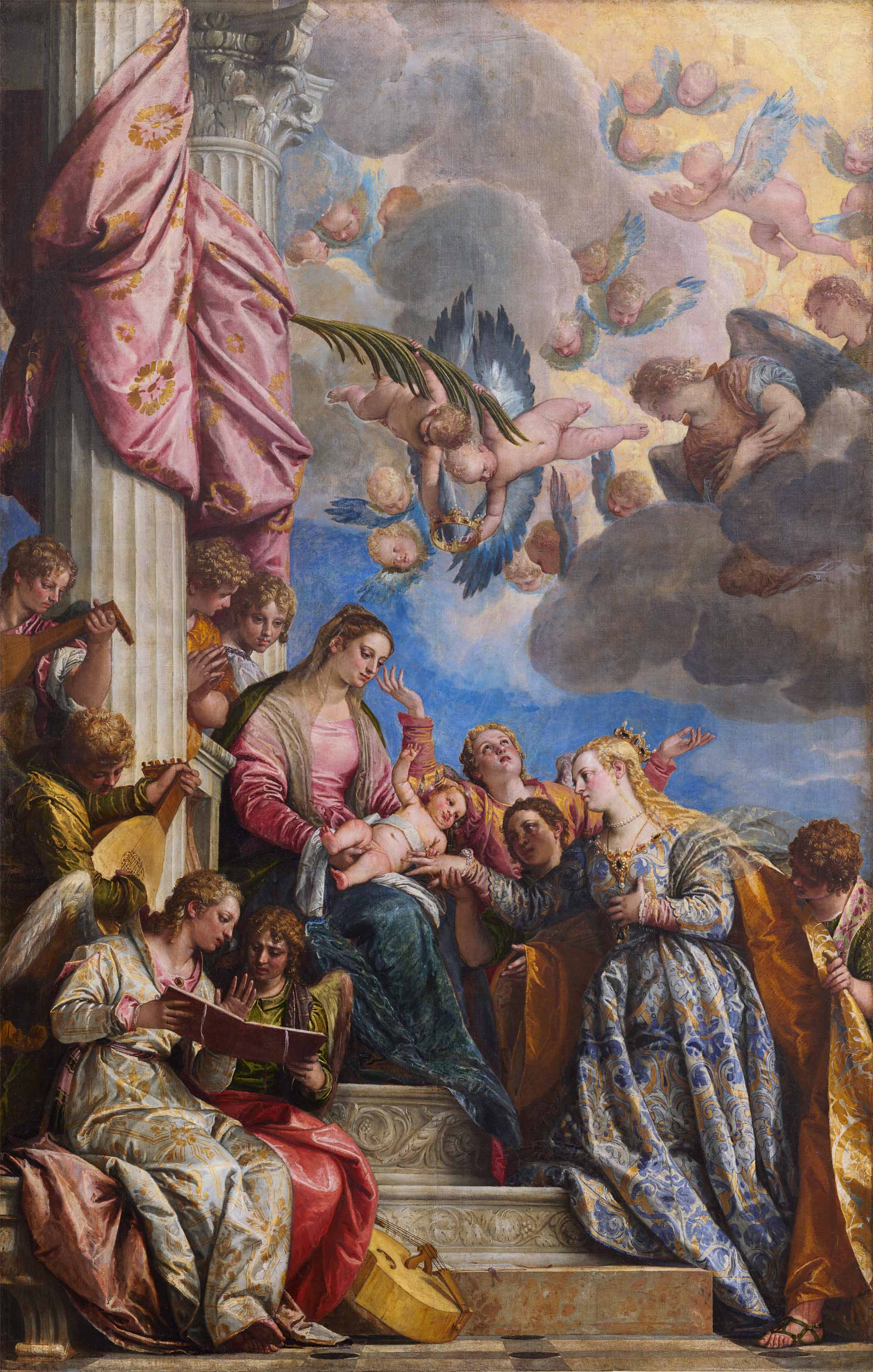
パオロ・ヴェロネーゼ『聖カタリナの神秘の結婚』1575年 アカデミア美術館所蔵
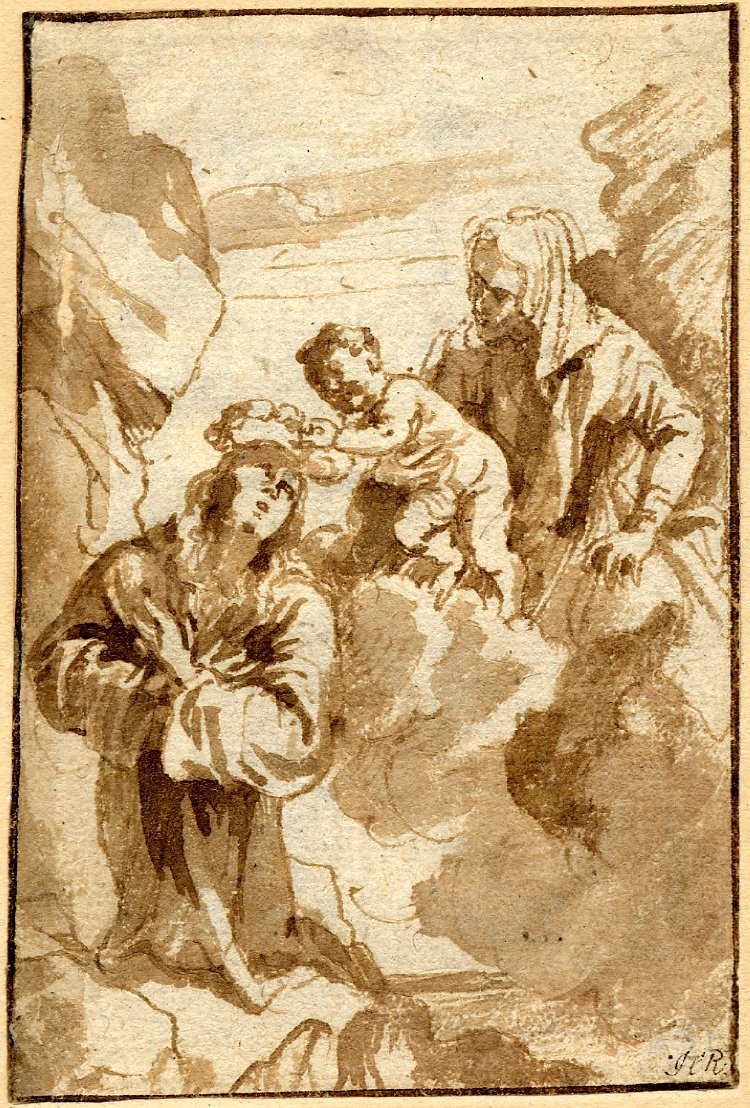
アンソニー・ヴァン・ダイクの素描『聖ロザリア』1629年 大英博物館所蔵